# 南東方面艦隊
南東方面艦隊是日本海軍於1942（昭和17）年12月編成的大日本帝國海軍艦隊。

## 概要
南東方面（所羅門群島・新幾內亞）擔當水上部隊原為第八艦隊，第十一航空艦隊於拉包爾進出之際，第八艦隊由第十一航空艦隊司令長官指揮。此為南東方面艦隊編成的前段階。
其後昭和17年12月，正式把第十一航空艦隊及第八艦隊作統括指揮而編成。司令部要員由十一航空艦隊司令部兼任。昭和18年11月15日加上新編的第九艦隊，昭和19年3月25日轉出至南西方面艦隊。
昭和20年5月29日に小澤治三郎中將就任聯合艦隊司令長官，同期生的草鹿南東方面艦隊司令長官為先任，因為日本海軍有先任者不受後任者指揮的慣例，不歸於小澤的指揮系統而成為大本營的直轄部隊。終戰時僅是拉包爾・布因等主要據點的警備隊而存在。

## 歷代司令長官
1. 草鹿任一中將　1942年（昭和17年）12月24日～（終戰）

## 歷代参謀長
1. 中原義正（日语：中原義正）少將　1942年（昭和17年）12月24日～1943年11月29日
2. 草鹿龍之介少將　1943年11月29日～1944年4月6日
3. 富岡定俊（日语：富岡定俊）少將　1944年4月6日～1944年11月7日
4. 入船直三郎中將　1944年11月7日～（終戰）

## 部隊

### 1942年12月24日　新編時的編制
- 第八艦隊
- 第十一航空艦隊
- 附屬：第101航空基地隊

### 1943年11月15日　第九艦隊新編時的編制
- 直屬
  - 第7潜水戦隊：長鯨
    - 第51潜水隊：呂100、呂104～呂106、呂108～呂111
- 第八艦隊
- 第九艦隊（日语：第九艦隊 (日本海軍)）
- 第十一航空艦隊
- 附屬：国川丸、王星丸、春島丸
  - 第101航空基地隊

### 1944年4月1日　戰時編制制度改定後的編制
- 第八艦隊
- 第十一航空艦隊
- 附屬：第22魚雷艇隊
  - 佐世保鎮守府第101特別陸戰隊、第101、121、131設營隊

### 1944年8月15日　菲律賓海海戰後的編制
- 第八艦隊
- 第十一航空艦隊
- 附屬：第11、22魚雷艇隊
  - 第101、121、131設營隊、第2輸送隊

### 1945年6月1日　最終時的編制
- 直屬：第14根據地隊（日语：海軍根拠地隊）
  - 第83、89警備隊
- 第八艦隊
- 第十一航空艦隊
- 附屬：第81、84～86警備隊、第8潜水艦基地隊、横須賀鎮守府第8特別陸戰隊、第8通信隊、第8港務部、第101設營隊

## 關連項目
- 日本陸軍第八方面軍